# Lord chambelán

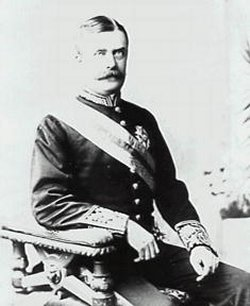
Charles Wynn-Carington, 1er Marques de Lincolnshire (1843–1928).

El lord chambelán de la Casa (Lord Chamberlain of the Household) es uno de los miembros oficiales de la Casa Real del Reino Unido, y debe ser distinguido del gran lord chambelán, uno de los cargos más importantes en materia de Estado.
El lord chambelán es siempre un lord y consejero privado, y antes de 1782 pertenecía al Gabinete. Hasta 1924 gozaba de posición política. Su cargo es el de funcionario de la Corte, y es generalmente responsable de organizar todas sus funciones.
Recientemente, ha dejado de formar parte en la promoción de obras teatrales en Londres, abadía de Westminster, y en otras áreas que solía patrocinar. Este papel hizo del lord chambelán el censor oficial de las representaciones de teatro, aunque la responsabilidad era delegada prácticamente a manos de su oficina. Este deber fue suprimido bajo el Acta teatral de 1968.
Aunque el oficial mayor de la Casa Real es, de hecho, el secretario privado para la Soberanía, el lord chambelán ejerce una función mayor de coordinación. El puesto es normalmente temporal, aunque en tiempos recientes Charles Maclean de Duart sirvió a tiempo completo. El actual lord chambelán es Andrew Parker, desde el 1 de abril de 2021.
En Dinamarca también existe un lord chambelán, llamado Hofmarskallen (Marshal de la Corte) que lleva a cabo una función similar para la Familia Real Danesa.

## Lores chambelanes: de 1485 al presente
- Sir William Stanley (1485–1508)
- Charles Somerset, 1.er conde de Worcester (1508–26)
- William FitzAlan, 18.º conde de Arundel (1526–30)
- William Sandys, 1.er barón Sandys de Vyne (1530–35)
- William Paulet, 1.er marqués de Winchester (1535–50)
- Thomas Wentworth, 2.º barón de Wentworth (1550–51)
- Thomas d'Arcy, 1.er barón Darcy de Cliche (1551–53)
- John Williams, 1.er barón Williams de Thame (1553–57)
- William Howard, 1.er barón Howard de Effingham (1557–72)
- Thomas Radclyffe, 3.er conde de Sussex (1572–85)
- Henry Carey, 1.er barón de Hunsdon (1585–96)
- William Brooke, 10.º barón de Cobham (1596–97)
- George Carey, 2.º barón de Hunsdon (1597–1603)
- Thomas Howard, 1.er conde de Suffolk (1603–13)
- Robert Carr, 1.er conde de Somerset (1613–15)
- William Herbert, 3.er conde de Pembroke (1615–25)
- Philip Herbert, IV conde de Pembroke/ 1.er conde de Montgomery (1625–41)
- Robert Devereux, III conde de Essex, 3.er conde de Essex (1641–42)
- Edward Sackville, 4.º conde de Dorset (1642–49)

La Commonwealth y el Protectorado (1649–60)
- Edward Montagu, II conde de Mánchester (1660–71)
- Henry Jermyn, 1.er conde de St Albans (1671–74)
- Henry Bennet, 1.er conde de Arlington (1674–85)
- Robert Bruce, 1.er conde de Ailesbury (1685)
- Thomas Bruce, 2.º conde de Ailesbury (1685–86)
- John Sheffield, 1.er duque de Buckingham y Normanby/ 3.er Conde de Mulgrave (1686–88)
- Charles Sackville, 6.º conde de Dorset (1689–97)
- Robert Spencer, 2.º conde de Sunderland (1697)

El puesto permaneció vacante desde 1697 a 1699, debido a que Guillermo III no aceptó la renuncia del conde de Sunderland.
- Charles Talbot, 1.er duque de Shrewsbury (1699–1700)
- Edward Villiers, 1.er conde de Jersey (1700–04)
- Henry Grey, 1.er duque de Kent/ 1.er marqués de Kent (1704–10)
- Charles Talbot, 1.er duque de Shrewsbury (1710–15)
- Charles Paulet, 2.º duque de Bolton (1715–17
- Thomas Pelham-Holles, 1.er duque de Newcastle-upon-Tyne/ 1.er duque de Newcastle (1717–24)
- Charles FitzRoy, 2.º duque de Grafton (1724–57)

[...]
- Lord Alexander White (1980–2002)

- Datos: Q1355456